# Friedrich Benda
Friedrich Wilhelm Heinrich Benda (* 15. Juli 1745 in Potsdam; † 19. Juni 1814 in Berlin) war ein deutscher Kammermusiker und Komponist. Er stammt aus der Musikerfamilie Benda.

## Leben

Notendeckblatt Konzerte von 1780

Friedrich Bendas Paten anlässlich seiner Taufe waren – vertreten durch Hofbeamte und Hofdamen – der König und zwei seiner Söhne sowie Königin und Königinmutter, was den damaligen Stellenwert seines Vaters als Premier Violon de Chambre de la Majesté de Roi de Prusse aufzeigt.
Friedrich Benda war der ältere der beiden erwachsenen Söhne des Komponisten Franz Benda, von dem er, ebenso wie seine Geschwister Wilhelmine, Maria Carolina, Carl sowie Juliane, den ersten musikalischen Unterricht erhielt. Später wurde er Schüler des Berliner Musiktheoretikers Johann Philipp Kirnberger. Mit 20 Jahren wurde Friedrich Benda als Geiger in die Hofkapelle aufgenommen, in welcher er bis 1810 in leitender Position wirkte. Aber er war nicht nur ein anerkannter Violinvirtuose, sondern wurde auch als Pianist, Organist und Komponist bewundert.
Zusammen mit dem Geiger und Konzertmeister Ernst (Johann Christoph) Schick (1756–1815), dem Cellisten Jean-Balthasar Tricklir und dem Musiker Ho(f)fmann beteiligte sich Friedrich Benda 1783 in Berlin an den sogenannten Quartett-Soiréen. Das Streichquartett um Schick trat auch in Hamburg auf, diese Form der Musikveranstaltung war von ihm ca. 1782 initiiert worden und war insofern eine Neuerung als die Konzerte erstmals öffentlich im Konzertsaal stattfanden.
Wie sein Bruder Carl Benda beteiligte sich auch Friedrich Benda an den sogenannten Liebhaberkonzerten im Corsicaischen Saale, wo er das Singspiel Orpheus (von ihm „deutsche Oper“ genannt) 1788 in konzertanter Form aufführte, ebenso Alceste.
Friedrich Benda wollte mit seinen Werken ein Gegengewicht zu dem vorherrschenden italienischen Musikstil schaffen und beeinträchtigte dadurch erheblich das Wohlwollen seitens König Friedrich Wilhelm II. Als dann auf Grund des Krieges von 1806/7 auch noch die Staatskasse erschöpft war, erhielt Friedrich Benda 1810 schließlich nur die Hälfte der ihm ursprünglich zustehenden Pension. Wegen zunehmender Schwerhörigkeit war ihm ein Zuverdienst durch Musikunterricht nicht möglich, so dass Carl Benda ihn und seine Familie regelmäßig finanziell unterstützte, auch setzte sich dieser dank seines guten Verhältnisses zum Königshaus erfolgreich dafür ein, dass im Falle seines vorzeitigen Todes diese Hilfeleistungen fortgesetzt würden. Friedrich Benda starb jedoch bereits 1814, 22 Jahre vor seinem fürsorglichen Bruder Carl Benda.

## Werke (Auswahl)
- 1785: Alceste, Singspiel
- 1806: Das Blumenmädchen, Singspiel
- 1787: Orpheus, Singspiel
- 1784: Pygmalion, Kantate
- Die Grazien, Kantate
- Die Jünger am Grabe des Auferstandenen, Oratorium
- Sinfonien, Konzerte, Sonaten[11]

Wegen mehrerer Bendas mit dem Vornamen Friedrich konnte es zu unklaren Urheberschaften kommen, zusätzlich erschwert durch Abkürzungen wie F. Benda und Fr. Benda, was auch auf Franz Benda hindeuten könnte.